# Alesiai csata

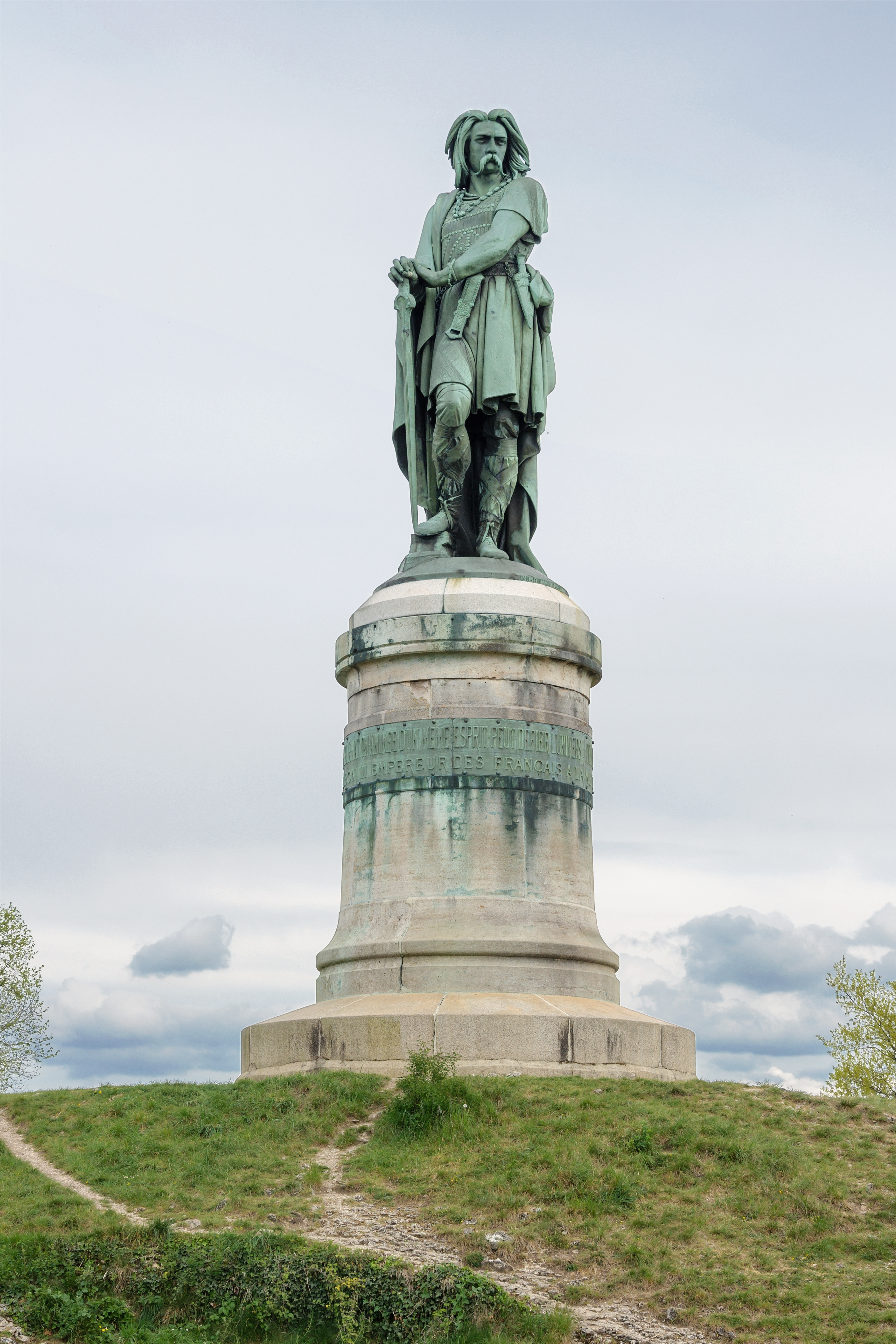
Vercingetorix emlékműve Alesiában (Alise-Sainte-Reine)

Az alesiai csata Caius Iulius Caesar római hadvezér hadserege és a Vercingetorix vezette lázadó gall törzsek között zajlott i. e. 52-ben. Az összecsapás helyszíne, Alesia – a mai Dijon városától északkeletre kb. 50 kilométer távolságra – egy megerősített gall település, oppidum volt. Vercingetorix ide vonult be seregével, mivel a nyílt ütközetet a rómaiakkal túl kockázatosnak találta. Caesar körülzárta a várost és egy falat építve ostromgyűrűbe zárta. A gallok felmentő serege ellen védekezésül pedig egy külső falat építtetett. A rómaiak kemény küzdelemben, a kétfrontos harcban három nagy rohamot vertek vissza. Az utolsó támadás alkalmával az erődítésekből kitörő római–germán lovasság oldalba kapta a gallokat, nagy veszteségeket okozva soraikban. A felmentő gall sereg morálja ettől annyira megtört, hogy elvonult. Ezután a városban levők a kiéheztetést elkerülendő, kiszolgáltatták Vercingetorixot Caesarnak és letették a fegyvert. A római vezér hatévi rabságban tartás után, diadalmenetében tette közszemlére a gallok vezérét, majd kivégeztette. Az Alesiánál aratott győzelem biztosította Róma galliai hatalmát.

## A csata előzményei
Az i. e. 58-tól i. e. 51-ig terjedő hét esztendő galliai eseményeit Caesar „A gall háború” című hét kötetből álló munkájából ismerhette meg az érdeklődő. Julius Caesar i. e. 58-tól Gallia Narbonensis, Cisalpina és Illyricum proconsuljaként indított hadjáratot Gallia leigázására a helvétek vándorlását felhasználva ürügyül. Először a szvévek királyát, Ariovistát (Aerovistust) győzte le a mai Mulhouse-nál. Ennek következményeként Észak-Gallia került a kezére és a Római Birodalom határát így már a Rajna folyó képezte. Majd a helvétek következtek Bibracte mellett. Ezután i. e. 57-56-ban a mai Belgium területe, s utána a Garonne és a Pireneusok között élő aquitánok földje került a Birodalomhoz. I. e. 55-ben Caesar visszaverte a Rajna alsó folyásánál a germán usipitek és tencterek támadását. Ugyanebben az évben Caesar vezetésével a római sereg először kelt át a Rajnán és szállt partra Britanniában, ahol összecsapott a Cassivelaunus vezette britanniai törzsekkel. I. e. 54-53-ban Caesar leverte az Ambiorix által egyesített eburónok, valamint nerviusok és a treverusok felkelését, majd másodszor kelt át csapataival a Rajnán. A már leigázottnak hitt gall törzsek felkelésének közvetlen kiváltó oka a rossz termés volt, ami miatt Caesar a csapatait kénytelen volt szétszórtan elhelyezni téli szállásra. A római haderő élelmiszer ellátásáról a különböző gall törzseknek kellett gondoskodnia. A lázadás tehát az élelmiszerhiány miatt tört ki, melynek során a gallok két római tábort is megtámadtak.  E harcokban Quintus Titurius Sabinus és Lucius Aurunculeius Cotta tíz cohorsból álló egysége megsemmisült. További öt cohorsot a gallok csapdába tudtak csalni, mivel elhagyták megerősített táborukat. A híres szónok, Marcus Tullius Cicero fivére, Quintus Tullius Cicero, aki ellen ugyancsak támadást indítottak, azonban előrelátólag téli táborában maradt és rendkívül súlyos veszteségek árán azt megtartotta.

## Általános gall felkelés és Caesar hadjárata
Az általános felkelés a carnutesek fővárosában, Cenabumban i. e. 52-ben a római polgárok lemészárlásával kezdődött. Ezután Vercingetorix vezetésével a gall törzsek szövetségre léptek egymással és először a rómaiak mellett kitartó bójok fővárosát támadták meg. Az Itáliából visszatért Caesar azonban visszavonulásra kényszerítette őket. Vercingetorix ezután kerülte a nyílt összecsapást, mivel taktikáját a rómaiak utánpótlásának gyengítésére és megakadályozására alapozta. Caesar több gall várost is megtámadott, hogy a csapatainak biztosítsa télre az ellátmányt. Benyomult a biturixek földjére, fővárosukat, Avaricumot körbezárta, majd egy vihar idején végrehajtott váratlan támadással bevette. A városon kívül táborozó Vercingetorix ismét visszavonult. A rómaiaknak Lutetia Parisiorum bevétele is sikerült. Ezután Caesar hat légióval az avernusok legnagyobb erődítménye, Gergovia ellen vonult. Ezt a várost azonban súlyos veszteségek ellenére sem sikerült elfoglalnia. A harcokban itt veszett sok centurio is. A római kudarc hatására Caesar néhány, régi szövetségese átállt Vercingetorix oldalára, de Caesar is új germán lovasokat és könnyű-gyalogságot tudott toborozni.

## A csata
Alesia a gallok megerődített települése, úgynevezett opídium volt, melyet egy árok és egy 180 cm magas kerítés védett. Caesar úgy döntött, hogy roham helyett inkább bekeríti a várost. A kulcspozíciók védelmére hét megerődített tábort építtetett és ezek köré huszonhárom sáncot húzott. Vercingetorix lovassági rajtaütésekkel nehezítette a munkálatokat, melyet a római seregben szolgáló germán lovasság igyekezett megakadályozni. Az élelmiszer tartalékok kímélése miatt Vercingetorixnak egy kitöréssel sikerült a lovasságát felmentő seregért küldenie. Erre való tekintettel Caesar egy hat méter széles árkot ásatott függőleges oldalfalakkal. Mögötte két újabb, vízzel feltöltött árok következett. Majd egy 360 cm magas fal, a tetején cölöpökkel és kihegyezett karókkal. A 16 km hosszú építmény teljes hosszában egymástól egyenlő távolságban tornyokat helyeztek el. Vercingetorix néhány nagyobb kitörést kísérelt meg, de ezeket nem koronázta siker. Az ellenséges rohamok megnehezítésére Caesar három vonalban veremcsapdákat is telepített, melyek hegyes karóval, vaskampókkal, kihegyezett fatörzsekkel és erős ágakkal teletűzdelt gödrökből álltak. A gallok várható felmentő serege elleni védekezésül 28 km hosszú külső gyűrű szolgált. A római csapatoknak a két fal között elegendő hely maradt a mozgáshoz, s Caesar egy havi élelmet is felhalmozott a serege ellátására. Alesiában viszont fogytán volt az élelem, s ezért Vercingetorix az időseket, a nőket és a gyerekeket kikergette a városból. Ezt a tömeget viszont a rómaiak sem engedték be, így szinte mindenki közülük éhen halt.
A gallok felmentő serege, melyet Caesar korábbi szövetségese, Commius vezetett, a megérkezése után tábort vert, majd csatára sorakozott. A lovasok között íjászok és könnyű-gyalogosok helyezkedtek el. A városból ez alatt kitörő csapatok rőzsekötegekkel töltötték fel az árkokat. Caesar a gyalogságát az alesiai gallok ellen, lovasságát pedig a felmentő csapatok ellen vezényelte. A csata déltől napnyugtáig tartott. Előbb a gall felmentő sereg a gyalogságával meglepte ugyan a római lovasságot, de aztán a keményen küzdő germánok felülkerekedtek. A szétszórt gall lovasság visszamenekült a táborába, s ez megpecsételte a magára hagyott gall gyalogság sorsát. Ezt látva a városba is visszahúzódtak az alesiai csapatok. Másnap a gallok az újabb rohamhoz létrákat, csáklyákat, rőzsekötegeket hoztak, s éjfélkor mindkét irányból támadták a rómaiakat. Mindkét fél komoly veszteségeket szenvedett, de a római védművek megakadályozták a gallokat, így újra visszavonultak.
A harmadik napon a gallok 60000 emberrel a várostól északra fekvő római erőd ellen indultak. Eközben Vercingetorix újra kitört Alesiából. Így a rómaiaknak ismét kétfrontos harcot kellett vívnia. Caesar az erőd védelmének megerősítésére hat cohors élén a helyettesét, Titus Labienust küldte. Vercingetorix csapatai a fal egy gyengébb részén áttörtek, de a római vezér személyes közbelépése segítségével a gallokat mégis sikerült visszaverni. A kétségbeesett helyzetbe került Labienust Caesar négy cohors élén megmentette. A római lovasság pedig hátba támadta az erődöt ostromló gallokat és rettenetes veszteségeket okozott a soraikban. A városból kitört egységek újra visszavonultak Alesiába. Az élelem hiánya miatt a városban maradottak kénytelenek voltak letenni a fegyvert. Vercingetorixot kiszolgáltatták Caesarnak.

## Következmények
Az életben maradt gallok legtöbbjét eladták rabszolgának. Vercingetorixot hat évi raboskodás után közszemlére tették Caesar római diadalmenetében, majd kivégezték. Commius Britanniába menekült. Gallia meghódítása befejeződött. Három évvel később i. e. 49-ben kitört a polgárháború Caesar és Pompeius között. Caesar átlépte a Rubicónt, elfoglalta Rómát és Itáliát.

## Emlékezete
A régi várost  864-ben újra elpusztították, ezúttal a normannok. Nyomait még most is lehet látni Alise-Sainte-Reine falunál, az Auxois hegy tövében, Semur-en-Auxois közelében (Côte-d’Or). A hegy tetején III. Napóleon 1864-ben Vercingetorixnak óriási szobrot emeltetett Caesar Commentarjaiból kölcsönzött következő felirattal: «La Gaule unie, formant une seule nation, animée d’un même esprit, peut défier l’univers.» („Az egyesült Gallia, mely egyetlen nemzetet képez, s amelyet azonos lélek mozgat, dacolni képes a világgal.”)

## Szépirodalom
- Colleen McCullouhg: Caesar háborúi;   Európa Könyvkiadó Budapest, 2001. ISBN 963 07 6920 4